# آتلانتیک پاور
آتلانتیک پاور (انگلیسی: Atlantic Power) شرکت برق آمریکایی است، که در سال ۲۰۰۴ تأسیس شد.